# USS Brown (DD-546)
Navarinon (D-63) à partir de 1962
Pour les autres navires du même nom, voir USS Brown.
L'USS Brown (DD-546) est un destroyer de la classe Fletcher en service dans la Marine des États-Unis (US Navy) pendant la Seconde Guerre mondiale. Il a été nommé en l'honneur de George Brown, matelot de l'équipage du USS Intrepid lors du raid qui a détruit l'USS Philadelphia capturé dans le port de Tripoli pendant la première guerre barbaresque.

## Construction
Sa quille est posée le 27 juin 1942 au chantier naval Union Iron Works (Bethlehem Shipbuilding Corporation) de San Pedro, dans l'état du état de Californie. Il est lancé le 21 février 1943; parrainé par Mme Claude O. Kell, épouse du capitaine Kell, et mis en service le 10 juillet 1943.

## Historique

### Service dans la marine américaine

#### Seconde Guerre mondiale
Le 10 novembre 1943, le Brown quitte Pearl Harbor en compagnie de la Task Force 50 (TF 50) en direction de la zone avant. Au cours de son service très actif dans le Pacifique, le Brown a assuré l'inspection des porte-avions pendant les missions suivantes:
- l'invasion des îles Gilbert (21 novembre au 6 décembre 1943) ;
- raids de Kavieng, Nouvelle-Irlande (25 décembre 1943 au 4 janvier 1944),
- raids sur les Îles Marshall (29 janvier - 7 février),
- Raid de Truk (16 et 17 février) ;
- raids Palaos-Yap-Woleai (30 mars au 2 avril) ;
- assaut et prise de Hollandia, Nouvelle-Guinée (21 au 28 avril) ;
- raid sur Truk (29 avril) ;
- bombardement de Satawan (30 avril) ;
- raids de Ponape (1er mai) ;
- raid sur l'île Marcus (19 et 20 mai) ;
- raid sur l'île Wake (23 mai) ;
- frappes en soutien à la assaut sur Saipan (1er au 26 juin) ;
- la bataille de la mer des Philippines, au cours de laquelle il sauve quatre pilotes américains (19 et 20 juin),
- bombardement de Iwo Jima (4 juillet),
- assauts sur Guam et sur Tinian (12 juillet au 6 août) ;
- raids sur Yap (26 au 28 juillet) ;
- raids sur Chichi Jima (4 et 5 août) ;
- raids sur Palaos, Chichi Jima (4 et 5 août) ;
- raids sur Palaos, Mindanao, Talaud et Morotai,
- soutien à la capture des Palaos du Sud et de Ulithi (6 au  15 septembre) ;
- raids contre Luçon et les Visayas (21 au 24 septembre) ;
- raids sur Okinawa, Formose et Luçon (10 au 19 octobre) ;
- Bataille du golfe de Leyte (26 octobre) ;
- raids sur Manille et les Visayas (6 novembre),

et des raids contre le nord et le centre des Philippines pour soutenir la prise de l'île de Mindoro (15 et 16 décembre) ; 
La Task Force 88 (TF 88) est prise dans un typhon (17-18 décembre), et les frappes contre Luçon sont annulées afin de rechercher les survivants de trois destroyers disparus. Le 21 décembre, le Brown récupère 18 survivants du destroyer USS Hull (DD-350) et six survivants du destroyer USS Monaghan (DD-354). Le Brown se rend ensuite à Ulithi et reçoit l'ordre de retourner à Seattle, dans l'État de Washington, pour révision. Les réparations terminées le 1er mars 1945, le navire est prêt à prendre la mer. Après une brève escale à Pearl Harbor, le Brown se dirige vers l'ouest pour participer à l'opération d'Okinawa (1er avril-30 juin 1945), au cours de laquelle il reçoit la Navy Unit Commendation pour son service en tant que navire de surveillance radar ; aux opérations de la 3e Flotte (3d Fleet) contre le Japon (30 juin-15 juillet) ; et aux opérations de dragage de mines au sud-ouest d'Okinawa.
Après la cessation des hostilités, le Brown sert dans les forces d'occupation au Japon jusqu'au 28 octobre 1945. Il est ensuite parti pour la base navale de San Diego (Naval Base San Diego), où il est arrivé le 17 novembre 1945. Il est sorti de la réserve le 1er août 1946 à San Diego.

#### 1950-1962

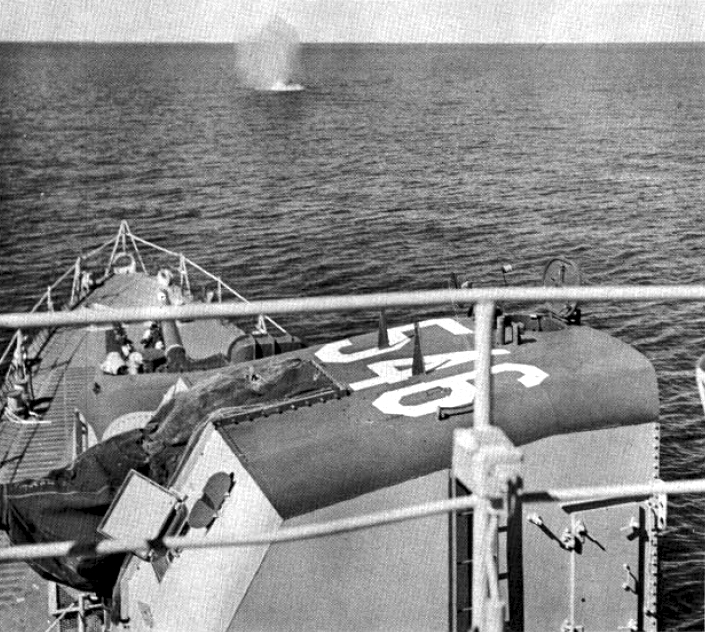
Le Brown sous le feu des batteries côtières nord-coréennes, 1951.

Le Brown est remis en service le 27 octobre 1950. Il effectue des opérations intensives de mise à l'épreuve au large de la côte ouest, puis se présente au commandant des forces navales en Extrême-Orient en mars 1951. De mars à septembre, il opère avec les Task Force 77 (TF 77)et 95 (TF 95) et participe au siège du port de Wonsan à deux reprises. le Brown retourne en Californie en octobre 1951. Sa prochaine mission dans le Pacifique occidental a lieu entre juillet 1952 et janvier 1953, période durant laquelle elle participe à la patrouille formosane. Il effectue quatre autres tournées en Extrême-Orient et opère le long de la côte ouest.
Le Brown a été désarmé le 9 février 1962.

### Service dans la marine grecque
Pour les autres navires du même nom, voir Navarinon.
Le navire a été transféré en Grèce le 27 septembre 1962. Il a servi dans la marine grecque sous le nom de Navarinon (D-63).
En 1981, il a été radié et mis au rebut.

## Décorations
Le Brown  a reçu la Navy Unit Commendation pour ses services en tant que navire de surveillance radar pendant l'opération d'Okinawa. Il a reçu également 13 battle stars (étoiles de combat) pour son service pendant la Seconde Guerre mondiale et 2 battle stars pendant la guerre de Corée.